# Jean Paul Gebben
Jean Paul Gebben (Hengelo, 8 december 1964) is een Nederlandse bestuurder en VVD-politicus. Sinds 14 juni 2019 is hij burgemeester van Dronten.

## Opleiding/cursussen
Na de middelbare school studeerde hij bestuurskunde aan de Universiteit Twente.
Tijdens zijn studententijd was hij lid van het "Edele en befaamde college Cnødde". In 1993 studeerde hij af in de richting 'Management en Planning'. Hij volgde in 2003 de leergang 'Sturen van beleidsprocessen in grote gemeentelijke organisaties' bij Publiek Domein in Utrecht. In 2019 rond hij de opleiding tot Gecertificeerd Mediator af. Verder volgde hij diverse cursussen aan onder andere de Hogeschool Windesheim en bij Syntens.

## Werkervaring
- Zijn maatschappelijke loopbaan begon hij in 1990 als voorzitter van Integrand Nederland. Dit is een landelijke non-profitorganisatie van, voor en door studenten, die bemiddelt tussen het bedrijfsleven en non-profitorganisaties enerzijds en studenten anderzijds met het doel studenten aan werkervaring te helpen.
- In 1993 maakt hij de overstap naar de gemeente Kampen en is daar tot 1994 beleidsmedewerker Algemene en Bestuurlijke Zaken. Als senior consultant bij het Instituut voor Werkloosheids- en Achterstandsvraagstukken in Zwolle doet hij verschillende onderzoeken en adviestrajecten op het terrein van arbeidsmarkt en sociale zekerheid bij gemeenten, bedrijfsverenigingen en bedrijven.
- Vervolgens is hij van 1999 tot 2000 projectmanager E-commerce bij Syntens en in die hoedanigheid verantwoordelijk voor de uitvoering van het project 'E-commerce in bedrijf' in Noord-Nederland.
- In 2001 tot 2004 is hij, als programmamanager en plaatsvervangend clustermanager Cluster Economische Zaken bij de gemeente Enschede, (mede)verantwoordelijk voor projecten als: 'het Nieuwe Perspectief voor Twente', 'het Economisch Beleid Kennispark' en het Innovatieplatform Oost-Nederland.
- In 2004 wordt hij wethouder van de gemeente Raalte. In zijn portefeuille heeft hij Financiën, Economische Zaken, Werk en Inkomen, Sport, Communicatie en is hij projectwethouder Strategische Visie. Hij bleef in die functie totdat hij in 2007 burgemeester van Renkum werd.
- Per 1 oktober 2007 werd hij benoemd tot burgemeester van de gemeente Renkum. Op 18 april 2016 werd bekend dat hij zijn ontslag bij de Koning indient na een omstreden stapavond in het weekeinde van eind februari op de Korenmarkt in Arnhem. Hij had toen piketdienst, wat hij naar eigen zeggen vergeten was. Dat hij zich die avond ook nog eens in beschonken toestand bevond, was hem van de zijde van de gemeenteraad op heftige kritiek komen te staan. Nog diezelfde dag werd Hein Bloemen per 19 april benoemd tot waarnemend burgemeester.[1]
- Vanaf mei 2017 was hij waarnemend burgemeester van Losser. In februari 2018 volgde Cia Kroon hem op als burgemeester.
- Vanaf juni 2019 is hij benoemd tot burgemeester van Dronten.

## Bestuurlijke ervaring
Zijn politieke loopbaan begint in 1995. Hij wordt dan voor de VVD bestuurslid van de afdeling Zwolle en is belast met Vorming en Scholing, Talentmanagement en Jongerenbeleid. In 1996 is hij bestuurslid voor de VVD in provincie Overijssel. Hij doet ervaring op als gemeenteraadslid in de gemeente Zwolle van 1998 tot 2000. Verder bekleedt hij tot op heden meerdere bestuursfuncties, onder andere voorzitter Koninklijke Bond van Oranjeverenigingen, lid Raad van Advies Actal, Ambassadeur Regeldrukvermindering, voorzitter Algemeen Bestuur Gelders Archief en voorzitter Raad van Toezicht Kadera Overijssel. Op 6 februari 2019 heeft de gemeenteraad van Dronten hem voorgedragen als nieuwe burgemeester.

## Persoonlijk
Jean Paul Gebben is gehuwd en heeft twee kinderen uit zijn eerste huwelijk.